# Liste der Monuments historiques in Marennes-Hiers-Brouage
Die Liste der Monuments historiques in Marennes-Hiers-Brouage führt die Monuments historiques in der französischen Gemeinde Marennes-Hiers-Brouage auf.

## Liste der Bauwerke
| Bezeichnung              | Beschreibung                          | Standort                                   | Kennzeichnung | Schutzstatus   | Datum     | Bild           |
| ------------------------ | ------------------------------------- | ------------------------------------------ | ------------- | -------------- | --------- | -------------- |
| Château de la Gataudière | Schloss mit Park, 1750 bis 1755       | Marennes, Rue de la Gataudière (Lage)      | PA00104788    | Inscrit Classé | 1948 1949 | weitere Bilder |
| Kirche St-Pierre-St-Paul | Renaissancekirche, 1608               | Hiers-Brouage (Lage)                       | PA00104709    | Inscrit        | 1931      | weitere Bilder |
| Kirche St-Pierre         | 15. bis 18. Jahrhundert               | Marennes (Lage)                            | PA00104789    | Classé         | 1840      | weitere Bilder |
| Hôtel particulier        | um 1750                               | Marennes 57, rue de la République (Lage)   | PA00125679    | Inscrit        | 1993      | weitere Bilder |
| Haus                     | Renaissancehaus mit Treppenturm, 1565 | Marennes 82, rue Georges-Clemenceau (Lage) | PA00104791    | Inscrit        | 1927      | weitere Bilder |
| Maison de Richelieu      | Mitte des 17. Jahrhunderts            | Marennes 40, rue Le-Terme (Lage)           | PA00104790    | Classé         | 1981      | weitere Bilder |

## Liste der Objekte

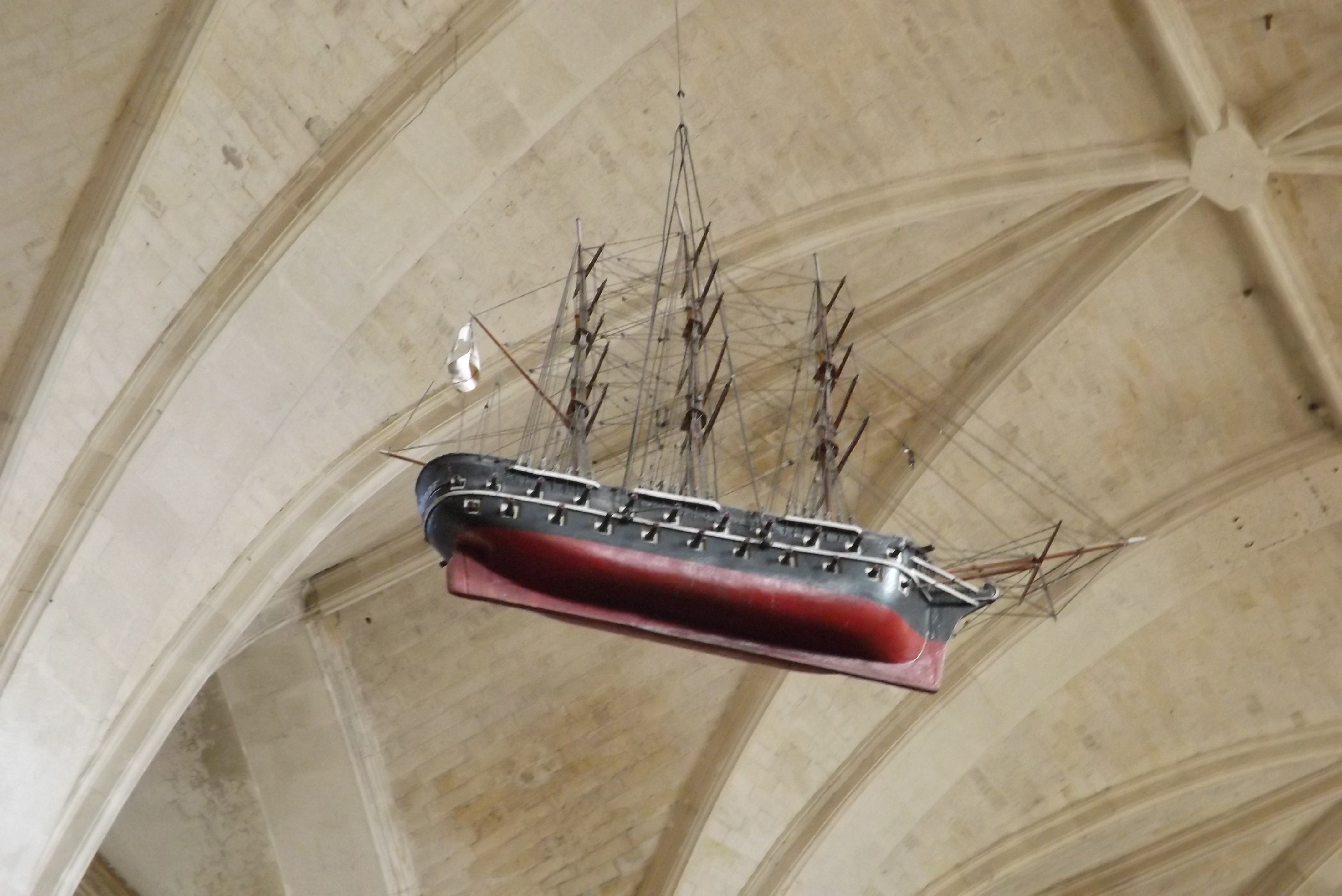
Votivgabe in der Kirche St-Pierre in Marennes

- Monuments historiques (Objekte) in Marennes-Hiers-Brouage in der Base Palissy des französischen Kultusministeriums